# Frondelit
Frondelit ist ein seltenes Mineral aus der Mineralklasse der Phosphate, Arsenate und Vanadate. Er kristallisiert im orthorhombischen Kristallsystem mit der chemischen Zusammensetzung Mn2+Fe3+4[(OH)5|(PO4)3], es ist also ein Mangan-Eisen-Phosphat.
Frondelit bildet typischerweise nadlige Kristalle mit bis zu 8 cm Größe. Sie sind wenig lichtdurchlässig, aber nicht vollkommen opak und von brauner bis oranger Farbe. Oxidiertes Frondelit färbt sich grünlich.
Mit einer Mohshärte von 4,5 zählt Frondelit zu den mittelharten Mineralen, es lässt sich grade noch mit dem Taschenmesser ritzen. Er steht vom Härtegrad zwischen Fluorit (Flussspat) und Apatit.

## Etymologie und Geschichte
Das Mineral wurde von Marie Louise Lindberg-Smith (1918–2005) im Jahr 1947 bei einer Analyse von Gestein gefunden, das von William T. Pecora im Jahr 1945 im Bundesland Minas Gerais von Brasilien gesammelt wurde. Sie benannte es bei der Veröffentlichung 1949 nach dem amerikanischen Mineralogen Clifford Frondel (1907–2002), der kurz zuvor Rockbridgeit beschrieben hatte. Rockbridgeit bildet mit Frondelit eine Mischkristallreihe.

## Klassifikation
In der veralteten 8. Auflage der Mineralsystematik nach Strunz gehörte der Frondelit zur Mineralklasse der „Phosphate, Arsenate, Vanadate“ und dort zur Abteilung „Wasserfreie Phosphate, Arsenate und Vanadate mit fremden Anionen“, wo er gemeinsam mit Rockbridgeit in der „Rockridgeit-Reihe“ mit der Systemnummer VII/B.07a steht.
In der zuletzt 2018 überarbeiteten Lapis-Systematik nach Stefan Weiß, die formal auf der alten Systematik von Karl Hugo Strunz in der 8. Auflage basiert, erhielt das Mineral die System- und Mineralnummer VII/B.10-020. Dies entspricht der Klasse der „Phosphate, Arsenate und Vanadate“ und dort der Abteilung „Wasserfreie Phosphate, mit fremden Anionen F,Cl,O,OH“, wo Frondelit zusammen mit Plimerit und Rockbridgeit eine unbenannte Gruppe mit der Systemnummer VII/B.10 bildet.
Die von der International Mineralogical Association (IMA) zuletzt 2009 aktualisierte 9. Auflage der Strunz’schen Mineralsystematik ordnet den Frondelit in die Klasse der „Phosphate, Arsenate und Vanadate“ und dort in die Abteilung „Phosphate usw. mit zusätzlichen Anionen; ohne H2O“ ein. Hier ist das Mineral in der Unterabteilung „Mit ausschließlich mittelgroßen Kationen; (OH usw.) : RO4 > 1 : 1 und < 2 : 1“ zu finden, wo es zusammen mit Plimerit und Rockbridgeit die „Rockbridgeitgruppe“ mit der Systemnummer 8.BC.10 bildet.
In der vorwiegend im englischen Sprachraum gebräuchlichen Systematik der Minerale nach Dana hat Frondelit die System- und Mineralnummer 41.09.02.02. Das entspricht der Klasse der „Phosphate, Arsenate und Vanadate“ und dort der Abteilung „Wasserfreie Phosphate etc., mit Hydroxyl oder Halogen“. Hier findet er sich innerhalb der Unterabteilung „Wasserfreie Phosphate etc., mit Hydroxyl oder Halogen mit (AB)5(XO4)3Zq“ in der „Rockbridgeitgruppe“, in der auch Rockbridgeit und Plimerit eingeordnet sind.

## Chemismus
Bei Frondelit wird teilweise noch in der Formel angegeben, dass auch zweiwertiges Eisen das Mangan substituieren kann. Da Frondelit jedoch eine Mischkristallreihe mit Rockbridgeit bildet, welches in mit der Formel Fe2+Fe3+4[(OH)5|(PO4)3] (oder eben auch (Fe2+, Mn2+)Fe3+4[(OH)5|(PO4)3]) kristallisiert, gilt eher, dass manganhaltigere Ausprägungen als Frondelit und eisenhaltigere als Rockbridgeit bezeichnet werden.

## Kristallstruktur
Frondelit kristallisiert orthorhombisch in der Raumgruppe B2212 (Raumgruppen-Nr. 20, Stellung 3) mit den Gitterparametern a = 13,810 Å, b = 17,968 Å und c = 6,182 Å sowie vier Formeleinheiten pro Elementarzelle.

## Eigenschaften
Frondelit löst sich in Salzsäure und auch ein wenig in Schwefelsäure. Er ist unlöslich in Salpetersäure.

## Modifikationen und Varietäten
Rockbridgeit und Frondelit bilden eine Mischkristallreihe.

## Bildung und Fundorte
Frondelit entsteht als Sekundärmineral in Gegenwart von primären Phosphaten in Pegmatitgestein. Er ist vergemeinschaftet mit Triphylin, Vivianit, Heterosit, Purpurit, Cyrilovit, Phosphosiderit und Leukophosphit.
Die Typlokalität liegt im brasilianischen Bundesland Minas Gerais und dort in Galiléia. Zudem gibt es weitere Fundorte in Brasilien, auch noch im Bundesland Paraíba.
In Deutschland gibt es nur in Bayern Fundorte von Frondelit. Einer davon ist in Niederbayern, in Rabenstein. Weitere Fundorte finden sich in der Oberpfalz in Auerbach, Pleystein und Hagendorf.
In Europa gibt es zudem noch Fundorte in Westfinnland, in der Region Okzitanien in Frankreich, in den portugiesischen Distrikten Guarda, Viana do Castelo und Viseu. In Schweden ist das Mineral in Lappland anzutreffen, in Tschechien in den Provinzen Böhmen und Mähren. Im Vereinigten Königreich findet sich das Mineral in Cornwall (England).
Zudem kann Frondelit in der Demokratischen Republik Kongo, Marokko, Namibia, Ruanda und den US-Bundesstaaten Kalifornien, New Hampshire, North Carolina und South Dakota gefunden werden.